# La quiete dopo la tempesta
La quiete dopo la tempesta è una poesia composta da Giacomo Leopardi nel settembre del 1829 a Recanati e pubblicata per la prima volta nell'edizione dei Canti del 1831.
È formata da tre strofe libere di endecasillabi e settenari disposti irregolarmente. In essa, inizialmente il poeta descrive, con tono di festosa esultanza, la vita che riprende più operosa ed animata, dopo le violenze di un forte temporale, distaccandosi apparentemente dal proprio pessimismo cosmico. Nella seconda parte del canto, però, viene argomentata una dolorosa meditazione sull'inesorabile infelicità del genere umano, la cui unica gioia consiste esclusivamente nella cessazione momentanea del dolore.

## Descrizione
Il componimento si apre con una descrizione di un piccolo borgo rurale - che ricorda molto il «natio borgo selvaggio» delle Ricordanze - che, dopo un violentissimo temporale che aveva provocato grande angoscia e spavento, riprende lentamente le normali abitudini. Si può denotare una certa complementarità con il Sabato del villaggio, un canto leopardiano che offre uno spaccato di vita paesana in attesa del giorno festivo: sia la festa che la tempesta, infatti, sono eventi eccezionali che spezzano la monotonia della vita quotidiana, con la sostanziale differenza che il primo è positivo e il secondo è negativo. Nella prima strofa Leopardi evoca gradualmente gli eventi che animano questo scorcio di campagna dopo la sfortunata vicenda meteorologica. La percezione del cessato pericolo è affidata all'inizio ai suoni emessi dagli animali: gli uccelli riprendono a cinguettare, mentre la gallina - ritornata sulla strada dopo il diluvio - ripete continuamente il suo chiocciare. Segue l'improvvisa e inaspettata eruzione del sole che, squarciando le nubi dal crinale della montagna, inonda di luce tutta la vallata circostante, con i suoi riverberi che risplendono perfino sull'acqua del fiume («ecco il sereno ... il fiume appare»: vv. 4-7): essendo lo spunto della poesia prettamente autobiografico - lo stesso Leopardi era impaurito dai fenomeni atmosferici violenti - si può identificare il corso d'acqua nel fiume Potenza, che scorre nella valle tra Macerata e Recanati. Anche gli uomini, con gli animi pieni di gioia per la fine del temporale, ritornano alla consuetudine della routine: ovunque, nel borgo, si può udire il rumore delle attività quotidiane. L'artigiano, cantando, osserva il cielo umido per la pioggia appena caduta con gli attrezzi del lavoro in mano; una fanciulla è intenta a raccogliere l'acqua piovana appena caduta e l'ortolano ritorna a urlare da strada in strada per vendere la propria merce. Il sole, ormai, risplende in alto nel cielo, e si sente perfino il tintinnio dei sonagli del carro di un viandante che, con il bel tempo, riprende il suo viaggio.

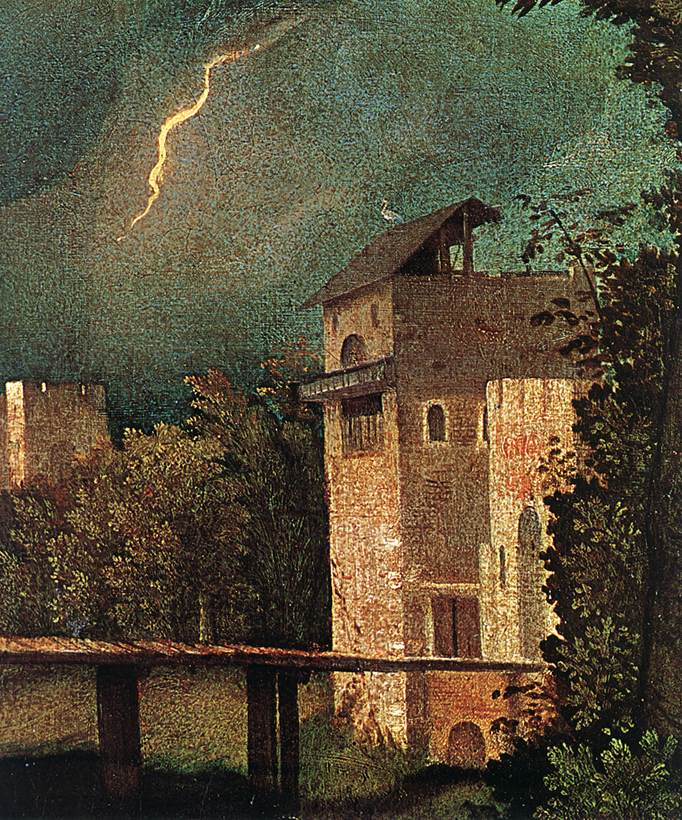
Giorgione, Tempesta, dettaglio (1502-1503 circa); dipinto a tempera a uovo e olio di noce, 83×73 cm, Gallerie dell'Accademia, Venezia

L'attacco della seconda strofa è affidato a diverse interrogative retoriche, con cui Leopardi riflette sull'indissolubile legame tra dolore e piacere negli avvenimenti umani. È in questo modo che termina la parte descrittiva dell'idillio, che si può quindi considerare un exemplum, e ha inizio quella teorico-filosofica, in cui Leopardi postula la propria teoria del piacere, secondo la quale il piacere è «figlio d'affanno»: con questa sentenza Leopardi denuncia la vanità della felicità, sottolineando «il carattere "illusorio" della scena precedente, pur amorosamente vagheggiata» (per usare le parole del Timpanaro). Secondo il poeta, infatti, il piacere può derivare esclusivamente dalla cessazione del dolore, e può esistere solo in opposizione ad esso, quasi grazie ad esso: ogni parvenza di felicità, pertanto, non è null'altro che un'assenza di infelicità. Anche chi desidera ardentemente morire, dice Leopardi, è profondamente agitato dinanzi alla violenza dei fenomeni naturali, nei confronti dei quali è assolutamente impotente, per poi essere colto da una sensazione di contentezza una volta scampato il pericolo. Il poeta espone assai lucidamente la propria teoria in un passo dello Zibaldone, in cui afferma:
Riassumendo quanto appena affermato, per Leopardi il piacere è solo un illusorio sollievo che l'uomo prova quando riesce a sfuggire a un dolore che gli appare spaventoso. Anche questo, tuttavia, si tratta di un inganno della Natura, ironicamente designata con l'aggettivo «cortese». Scampare ad un affanno significa rischiare a esser costretti ad affrontarne tanti altri, per cui l'unica soluzione definitiva al dramma dell'esistenza umana è la morte: si tratta dell'unico «dono» concesso dalla Natura matrigna, ovvero una quiete definitiva e duratura che pone fine a ogni dolore, ogni sofferenza. Lo sprezzante sarcasmo di Leopardi culmina con un'invocazione agli dei, con la quale critica coloro che pensano che gli esseri umani sono naturalmente predisposti alla felicità essendo discesi dalle divinità: con questa riflessione Leopardi apre la strada a un tema che verrà poi approfondito nella Ginestra.

## Analisi

### Struttura
La quiete dopo la tempesta risponde alla forma metrica di una canzone libera ed è costituita da tre strofe di settenari ed endecasillabi che si succedono variamente a rima libera.
La prima strofa, un «canto della vita che progressivamente risorge» secondo una nota definizione di Mario Fubini, descrive il succedersi degli eventi dopo la cessazione del temporale mediante la sapiente iterazione degli «ecco». Si raggiunge in questo modo un ritmo vivace, tradotto sotto il profilo formale dal ricorrente impiego di settenari, di verbi collocati a inizio verso e e di verbi con prefisso «ri-», per esprimere una sensazione di ripetizione o ripresa (ripete, rinnova, risorge, ritorna, ripiglia). Questo senso di straripante vitalità è suggerito anche dalla coordinazione prevalentemente per asindeto, dalla rete di rime sia interne che esterne e dalla presenza di diverse percezioni sensoriali, di natura sia visiva (il «sereno» che «rompe da ponente», la luce che riverbera sulle acque del fiume, le logge dei palazzi che si aprono una volta arrivato il bel tempo) che uditiva (si pensi ai versi degli uccelli e della gallina, allo strillo dell'erbaiuol e al tintinnio dei sonagli del carro del viandante).

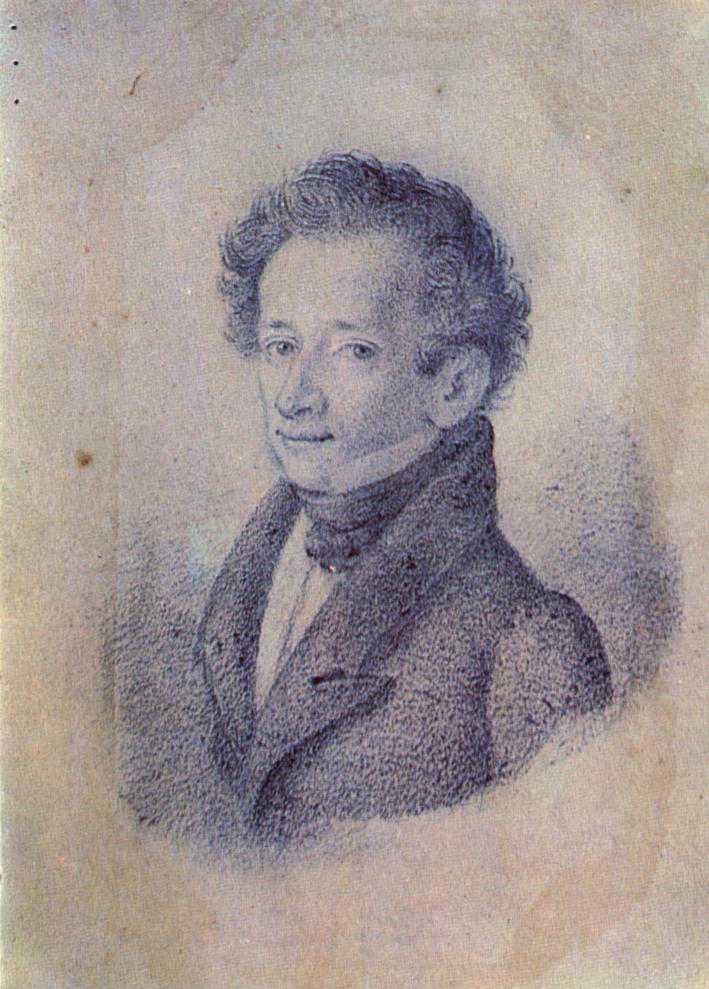
Luigi Lolli, Ritratto di Giacomo Leopardi (1826)

Il raccordo tra la prima e la seconda strofa è affidato a un settenario, «Si rallegra ogni core» (v. 25), dove Leopardi inverte l'ordine delle parole del primo emistichio dell'ottavo verso, «Ogni cor si rallegra». A partire da questo momento il ritmo del componimento rallenta e diventa più moderato, grazie alle frequenti replicazioni verbali, all'uso prolungato dei settenari e alla lunga successione di domande retoriche: la voce poetica leopardiana sta qui prendendo una pausa, così da poter passare dalla descrizione alla riflessione filosofica. Nella terza strofa, invece, il lessico concettuale è decisamente preponderante (natura, mortali, dolor, morte, eterni, umana prole ...), così come è definitivo il prevalere degli endecasillabi (prima, come già detto, i settenari erano più frequenti).

### Figure retoriche
Di seguito si riportano le figure retoriche che accompagnano il testo:
- Allitterazioni della "p", "s", "t": v. 1: «passata è la tempesta»; della «r»: v. 9: «risorge il romorio»; della "r" e della "g": v. 18: «il grido giornaliero»; della "r" e del gruppo "gl": vv. 21-24: «terrazzi», «famiglia», «corrente», «sonagli», «carro», «stride», «ripiglia»;
- Anafore: vv. 4, 19: «ecco … ecco»; vv. 8, 25: «ogni… ogni»; vv. 20-21: «apre … apre»; v. 26: «sì…sì»; vv. 27-28, 31: «quand’è… quando»; vv. 34, 37: «onde … onde»; vv. 43-44: «questi … questi»;
- Antifrasi: v. 42: «natura cortese»; v. 44: «diletti»; vv. 50-51: «Umana/ prole cara agli eterni»;
- Apostrofe: v. 42: «o natura cortese»;
- Enjambements, ai vv. 4-5; vv. 14-15; vv. 22-23; vv. 23-24; vv. 33-34; vv. 39-40; vv. 45-46; vv. 47-48; vv. 50-51; vv. 52-53;
- Interrogative retoriche: vv. 26-27: «Sì dolce, sì gradita / quand’è, com’or, la vita?»; vv. 28-29: «Quando con tanto amore / l’uomo a’ suoi studi intende?»; v. 30: «o torna all’opre? o cosa nova imprende?»; v. 31: «quando de’ mali suoi men si ricorda?»;
- Iperbati: v. 1: «passata è la tempesta»; v. 7: «e chiaro nella valle il fiume appare»; vv. 23-24: «il carro stride / del passegger»; v. 31: «de’ mali suoi men si ricorda»; vv. 38-39: «fredde, tacite, smorte / sudar le genti e palpitar»; v. 54: «te d’ogni dolor morte risana»;
- Metafore: vv. 4-5: «il sereno / rompe»; v. 19: «ecco il Sol … sorride»; v. 32: «piacer figlio d’affanno»;
- Sineddoche: v. 8: «ogni cor».